# Fingolfin
Fingolfin è un personaggio di Arda, l'universo immaginario fantasy creato dallo scrittore inglese J.R.R. Tolkien.
Egli era un Elfo nato nel reame beato di Valinor, figlio di Finwë e della seconda moglie di questi, Indis dei Vanyar. Aveva un fratellastro, Fëanor, e un fratello minore, Finarfin. Scarso era l'amore tra i figli di Indis e Fëanor. Si sposò con Anairë ed ebbe quattro figli: Fingon, Turgon, Aredhel e Argon. La sua spada fu Ringil.
All'epoca dell'ottenebramento di Valinor e della ribellione di Fëanor, seppur riluttante seguì il fratellastro in esilio nella Terra di Mezzo, assieme a gran parte del suo popolo. Rimase coinvolto (suo malgrado) nel fratricidio di Alqualondë, in cui i Noldor levarono le armi contro i Teleri. Fu in seguito tradito da Fëanor il quale, dopo aver raggiunto in segreto le coste della Terra di Mezzo insieme ai suoi a bordo delle bianche navi-cigno dei Teleri, le diede alle fiamme in una località chiamata Losgar, costringendo così Fingolfin a seguire la strada che passava per il Ghiaccio Stridente, l'Helcaraxë, una striscia di ghiaccio che collegava a Nord la terra di Aman e la Terra di Mezzo. Tale attraversamento comportò pene e numerose perdite e, tra tutte le imprese compiute dai Noldor, è annoverato non certo tra le minori. Giunto nel Beleriand al sorgere della Luna, si stabilì con la sua gente nella regione chiamata Hithlum.
Divenne Re Supremo dei Noldor quando Maedhros, il figlio primogenito di Fëanor, gli cedette la sovranità in segno di riappacificazione, e governò saggiamente per molto tempo, fino a quando non fu ucciso in duello da Morgoth. Infatti, dopo la sconfitta subita dai Noldor e dai loro alleati nella Dagor Bragollach, Fingolfin si recò furioso e disperato alle porte di Angband per sfidare Morgoth. Si dice che egli, attraversando l'Dor-nu-Fauglith in sella al suo cavallo Rochallor, pareva Oromë, poiché una grandissima ira lo aveva colto e lo aveva reso spietato e senza freni. Arrivato ad Angband soffiò nel suo corno e sfidò Morgoth a duello. Fu l'unica volta che egli uscì dalla sua fortezza. Nonostante il Nemico fosse un Vala, Fingolfin combatté con grande coraggio e destrezza, ma pur lottando valorosamente, dovette soccombere. In quell'occasione egli inferse a Morgoth sette ferite, tagliandogli anche un piede, tanto l'Oscuro Signore rimase claudicante e mai più riuscì a liberarsi dal dolore.
(J. R. R. Tolkien, Il Silmarillion)
Il corpo di Fingolfin venne recuperato da Thorondor e portato nell'Echoriath settentrionale, nei pressi di Gondolin, da dove il figlio Turgon venne per seppellirlo. Re Supremo dei Noldor divenne suo figlio Fingon.
Il suo cavallo si chiamava Rochallor, e quando Fingolfin lo cavalca nella Dagor Bragollach la sua furia lo circonda di un'aura luminosa tale che le forze di Melkor lo fuggono, credendolo Oromë in persona.

## Fingolfin nella musica
- All'episodio del duello tra Morgoth e Fingolfin è dedicato il brano "Time stands still (At the Iron Hill)" del gruppo Power metal tedesco Blind Guardian, tratto dal concept album Nightfall in Middle-Earth.[1]